# Hypsugo vordermanni
Hypsugo vordermanni — вид рукокрилих ссавців із родини лиликових.

## Середовище проживання
Країни поширення: Бруней-Даруссалам, Індонезія (Суматра), Малайзія. Це може бути прибережний вид, що відбувається у багатьох місцях уздовж узбереж від рівня моря до 100 м над рівнем моря.

## Загрози та охорона
Загрозою може бути втрата середовища проживання через прибирання мангрових заростей та розвиток прибережних районів. Цей вид присутній в Національному Парку Танджунг Путін (англ. Tanjung Puting National Park).